# Federico Chiesa
Federico Chiesa (n. 25 octombrie 1997, Genova, Italia) este un fotbalist italian, care joacă pe post de mijlocaș lateral la Liverpool în Premier League. Pe plan internațional, are prezențe la națională pentru Italia U21⁠(d) și Italia.
Este fiul fostului fotbalist profesionist Enrico Chiesa, A venit prin academia de tineret a Fiorentinei, Chiesa a debutat la prima echipă în 2016. A stat patru ani la club, marcând 34 de goluri în 153 de apariții în toate competițiile. Chiesa s-a transferat la Juventus în sezonul 2020-21, câștigând Cupa Italiei și Supercopa Italiană în primul său sezon. În 2024, Chiesa s-a mutat în Anglia, semnând pentru Liverpool din Premier League.

## Statisticile carierei
La 25 mai 2024.
| Club                | Sezon         | Campionat      | Campionat | Campionat | Cupă    | Cupă   | Cupa Ligii | Cupa Ligii | Europa  | Europa | Altele  | Altele | Total   | Total  |
| Club                | Sezon         | Divizie        | Meciuri   | Goluri    | Meciuri | Goluri | Meciuri    | Goluri     | Meciuri | Goluri | Meciuri | Goluri | Meciuri | Goluri |
| ------------------- | ------------- | -------------- | --------- | --------- | ------- | ------ | ---------- | ---------- | ------- | ------ | ------- | ------ | ------- | ------ |
| Fiorentina          | 2016–17       | Serie A        | 27        | 3         | 2       | 0      | —          | —          | 5       | 1      | —       | —      | 34      | 4      |
| Fiorentina          | 2017–18       | Serie A        | 36        | 6         | 2       | 0      | —          | —          | —       | —      | —       | —      | 38      | 6      |
| Fiorentina          | 2018–19       | Serie A        | 37        | 6         | 4       | 6      | —          | —          | —       | —      | —       | —      | 41      | 12     |
| Fiorentina          | 2019–20       | Serie A        | 34        | 10        | 3       | 1      | —          | —          | —       | —      | —       | —      | 37      | 11     |
| Fiorentina          | 2020–21       | Serie A        | 3         | 1         | —       | —      | —          | —          | —       | —      | —       | —      | 3       | 1      |
| Fiorentina          | Total         | Total          | 137       | 26        | 11      | 7      | —          | —          | 5       | 1      | 0       | 0      | 153     | 34     |
| Juventus (împrumut) | 2020–21       | Serie A        | 30        | 8         | 4       | 2      | —          | —          | 8       | 4      | 1       | 0      | 43      | 14     |
| Juventus (împrumut) | 2021–22       | Serie A        | 14        | 2         | 0       | 0      | —          | —          | 4       | 2      | 0       | 0      | 18      | 4      |
| Juventus            | 2022–23       | Serie A        | 21        | 2         | 4       | 1      | —          | —          | 8       | 1      | —       | —      | 33      | 4      |
| Juventus            | 2023–24       | Serie A        | 33        | 9         | 4       | 1      | —          | —          | —       | —      | —       | —      | 37      | 10     |
| Juventus            | Total         | Total          | 98        | 21        | 12      | 4      | —          | —          | 20      | 7      | 1       | 0      | 131     | 32     |
| Liverpool           | 2024–25       | Premier League | 0         | 0         | 0       | 0      | 0          | 0          | 0       | 0      | —       | —      | 0       | 0      |
| Total carieră       | Total carieră | Total carieră  | 235       | 47        | 23      | 11     | 0          | 0          | 25      | 8      | 1       | 0      | 284     | 66     |

1. ↑  Includes Coppa Italia, FA Cup
2. ↑  Apariții în UEFA Europa League
3. 1 2  Apariții în UEFA Champions League
4. ↑  Apariție în Supercoppa Italiana
5. ↑  O apariție în UEFA Champions League, șapte apariții și un gol în UEFA Europa League

## Goluri internaționale
| Nr. | Data              | Stadion                                   | Selecție | Adversar          | Scor | Rezultat | Competiție                                               |
| --- | ----------------- | ----------------------------------------- | -------- | ----------------- | ---- | -------- | -------------------------------------------------------- |
| 1   | 18 noiembrie 2019 | Stadio Renzo Barbera, Palermo, Italia     | 17       | Armenia           | 9–1  | 9–1      | Preliminariile UEFA Euro 2020                            |
| 2   | 26 iunie 2021     | Wembley Stadium, Londra, Anglia           | 29       | Austria           | 1–0  | 2–1 d.p. | UEFA Euro 2020                                           |
| 3   | 6 iulie 2021      | Wembley Stadium, Londra, Anglia           | 31       | Spania            | 1–0  | 1–1 d.p. | UEFA Euro 2020                                           |
| 4   | 2 septembrie 2021 | Stadio Artemio Franchi, Florența, Italia  | 33       | Bulgaria          | 1–0  | 1–1      | Preliminariile pentru Campionatul Mondial de Fotbal 2022 |
| 5   | 18 iunie 2023     | De Grolsch Veste, Enschede, Țările de Jos | 42       | Țările de Jos     | 3–1  | 3–2      | Liga Națiunilor UEFA 2023                                |
| 6   | 17 noiembrie 2023 | Stadio Olimpico, Roma, Italia             | 43       | Macedonia de Nord | 2–0  | 5–2      | Preliminariile pentru UEFA Euro 2024                     |
| 7   | 17 noiembrie 2023 | Stadio Olimpico, Roma, Italia             | 43       | Macedonia de Nord | 3–0  | 5–2      | Preliminariile pentru UEFA Euro 2024                     |

## Palmares
Juventus
- Coppa Italia: 2020–21
- Supercoppa Italiana: 2020

Italia
- Campionatul European de Fotbal: 2020
- Locul trei la Liga Națiunilor UEFA: 2020–21,[3][4] 2022–23[5]

Individual
- Echipa Turneului de la Campionatul European de Fotbal: 2020
- Pallone Azzurro: 2021[6]
- Echipa Anului din Serie A: 2020–21[7]